# ستانلي جينينغز
ستانلي جينينغز (بالإنجليزية: Stanley Jennings)‏ هو صحفي ومصور أمريكي، ولد في 1921، وتوفي في 4 سبتمبر 2005.